# Stan Van Samang

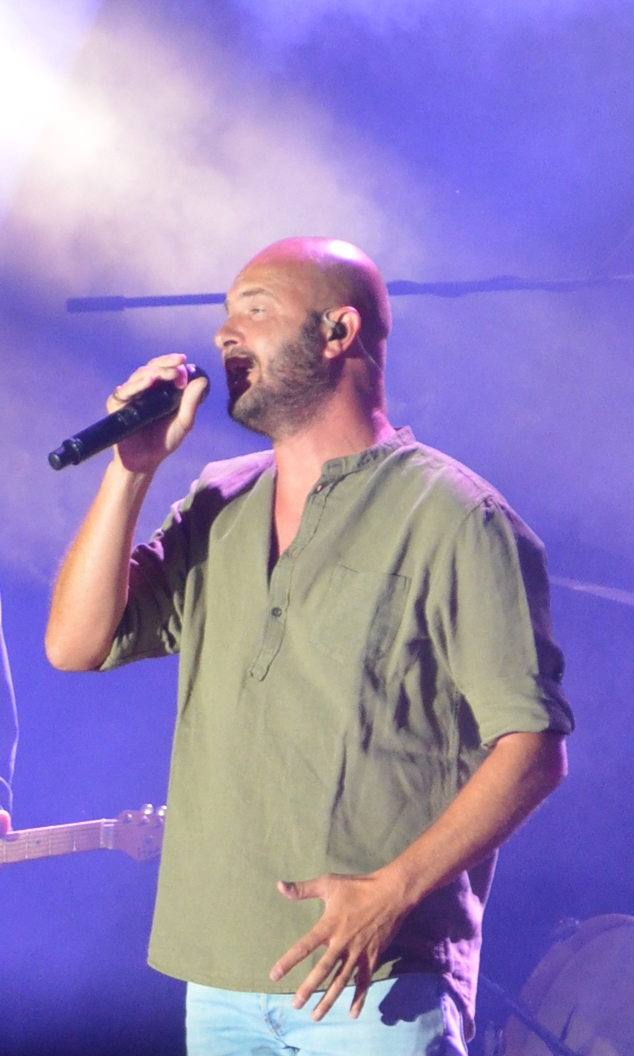
Stan Van Samang (2024)

Stan Van Samang (* 19. März 1979 in Wijgmaal, Löwen) ist ein belgischer Sänger und Schauspieler.

## Leben
Stan Van Samang Wijgmaal wuchs in dem Dorf Wijgmaal auf, einer Teilgemeinde von Löwen. Nach der Schule studierte er Kleinkunst am Studio Herman Teirlinck in Antwerpen. Danach arbeitete er als Fernsehschauspieler und Synchronsprecher. Bekannt wurde er durch die Rolle des Polizisten Kevin De Kesel in der flämischen Soap Wittekerke (VTM), die er von 2001 bis 2008 spielte. 2006 hatte er erstmals einen umfangreichen Auftritt auf der großen Leinwand in dem Film Windkracht 10: Koksijde Rescue, wo er einen Kopiloten an der Seite des belgischen Schauspielers Koen De Bouw darstellte. Im Jahr darauf arbeitete er in dem Thriller Vermist erneut mit De Bouw zusammen. Dort übernahm er die Hauptrolle des Inspektor Steve Van Hamel, eines Computerspezialisten in einer fünfköpfigen Task Force, die nach vermissten Personen sucht. Vermist wurde zum Pilotfilm einer gleichnamigen erfolgreichen Serie, die seit 2008 auf VT4 läuft und bisher sechs Staffeln umfasst. In der Serie spielte Van Samang die gleiche Rolle und gehört zum Hauptcast.
Neben der Schauspielerei entwickelte Van Samang früh Interesse an der Musik, lernte Gitarre, Schlagzeug und Klavier spielen. 2006 gewann er den Steracteur Sterartiest, einen Gesangswettbewerb für flämische Schauspieler auf Eén. Dabei interpretierte er Songs wie Rockin’ in the Free World von Neil Young und Creep von Radiohead. Durch diesen Erfolg konnte er bei EMI einen Plattenvertrag unterschreiben. 2007 kam seine erste Single Scars heraus, die ein Nummer-eins-Hit in Belgien (offizielle Ultratop-Charts Flandern) wurde und mit über 10.000 verkauften Einheiten Goldstatus erreichte. Letzteres gelang ihm auch mit seinem Debütalbum Welcome Home, das noch im gleichen Jahr erschien und sich auf Platz 3 der belgischen Albumcharts platzierte. Neben Scars enthielt es weitere Hit-Singles wie Poison und Siren. Van Samang war hauptsächlich als Sänger an dem Rock-Pop-Album beteiligt, aber auch als Co-Autor von drei Tracks und Gitarrist bei einigen Live-Stücken. Zu den weiteren Songwritern gehörte Beverly Jo Scott, mit der er auch bei späteren Projekten zusammenarbeitete. Produziert wurde Welcome Home von Eric Melaerts, der als Juror bei Steracteur Sterartiest auf Samang aufmerksam geworden war.
Im Januar 2009 veröffentlichte Van Samang sein zweites Album Take It from Me, das ebenfalls von Eric Melaerts produziert wurde. Auch dieses war in Belgien recht erfolgreich und kam auf Platz 5 der belgischen Charts. Die ausgekoppelten Singles This Time und I Didn't Know konnten sich in den Top 50 platzieren. 2010 steuerte Van Samang den Gesang zu Hang On bei, einer Vorab-Single von Regi Penxtens Album REGIstrated 2, die Platz 10 der Charts erreichte. Im März 2011 erschien sein drittes Album King In My Head bei EMI. Auch dieses kam in die belgischen Charts (Platz 7 der Ultratops). Die ausgekoppelten Singles King In My Head, Free und All In My Head platzierten sich dagegen nur in den Ultratop-Charts. Im Juli des gleichen Jahres brachte Samang unter dem Titel Stan Van Vrijdag eine Zusammenstellung von Coverversionen einiger Songs niederländischer Musiker wie VanVelzen (Baby Get Higher) und Ilse DeLange (I'm Not So Tough) heraus. Diese Aufnahmen entstanden während einer Radiosendung auf Q-Musik, bei der Van Samang immer am Freitag (niederländisch „Vrijdag“) einen der Coversongs vorgestellt hatte. 2011 nahm er auch mit dem belgischen Kinderstar Laura Omloop das Duett Zijn we alleen für ihr zweites Album Wereld vol kleuren auf.
Im April 2015 erschien die Kompilation Liefde voor publiek bei dem niederländischen Label CNR. Sie beinhaltet drei Cover-Songs aus der VTM-Sendung „Liefde voor Muziek“ (Goedemorgend, Goeiendag, Hard Times und Een Ster) sowie Live-Konzert-Aufnahmen älterer Hits von Van Samang. Das Album wurde ein Nummer-eins-Hit in Belgien und erlangte mit über 40.000 verkauften Einheiten Doppel-Platin. Mit den beiden Live-Tracks Goeiemorgend, goeiendag und Een ster, letzterer ein niederländisches Cover von Nikolaus Presniks Schlager Ein Stern (… der deinen Namen trägt), konnte Van Samang sich auf Platz 1 der belgischen Single-Charts platzieren.
Im November veröffentlichte er mit Lisa Castelli eine Coverversion des Coldplay-Songs Fix You als Benefizaktion für den Rode neuzen dag und erreichte damit Platz 4.

## Filmografie
- 2000–2008: Wittekerke (TV-Serie)
- 2003: Flikken (TV-Serie)
- 2003: Sedes & Belli (TV-Serie)
- 2004: Rupel (TV-Serie)
- 2005: Abseits für Gilles
- 2006: Windkracht 10: Koksijde Rescue
- 2006: Willy’s en marjetten (TV-Serie)
- 2007: Vermist
- 2008: Witse (TV-Serie)
- 2008–2015: Vermist (TV-Serie)
- 2009–2010: David (TV-Serie)
- 2010: Zone stad (TV-Serie)
- 2010: Pieter Aspe - Mord in Brügge (TV-Serie)
- 2010–2011: Amika (TV-Serie)
- 2011: Code 37 (TV-Serie)
- 2013: Vanthilt on Tour (TV-Serie)
- 2013: Zuidflank (TV-Serie)

## Diskografie

### Studioalben
| Jahr | Titel Musiklabel                              | Höchstplatzierung, Gesamtwochen, AuszeichnungChartsChartplatzierungen (Jahr, Titel, Musiklabel, Platzierungen, Wochen, Auszeichnungen, Anmerkungen) | Anmerkungen                                                |
| Jahr | Titel Musiklabel                              | BEF | Anmerkungen                                                |
| ---- | --------------------------------------------- | --- | ---------------------------------------------------------- |
| 2007 | Welcome Home Parlophone, Warner               | BEF3 Gold · (42 Wo.)BEF | Erstveröffentlichung: 23. November 2007 Verkäufe: + 10.000 |
| 2009 | Take It from Me TEG, EMI                      | BEF5 (14 Wo.)BEF | Erstveröffentlichung: 23. Januar 2009                      |
| 2011 | King in My Head Live Entertainment, EMI       | BEF7 (16 Wo.)BEF | Erstveröffentlichung: 11. März 2011                        |
| 2011 | Stan Van Vrijdag Live Entertainment, EMI      | BEF46 (3 Wo.)BEF | Erstveröffentlichung: 1. Juli 2011                         |
| 2015 | Liefde voor publiek Live Entertainment, CNR   | BEF1 ×5Fünffachplatin · (60 Wo.)BEF | Erstveröffentlichung: 27. April 2015 Verkäufe: + 100.000   |
| 2016 | Stan Van Samang Live Entertainment, Universal | BEF1 Platin · (47 Wo.)BEF | Erstveröffentlichung: 4. November 2016 Verkäufe: + 20.000  |
| 2017 | 10 Live Entertainment, Universal              | BEF3 Gold · (32 Wo.)BEF | Erstveröffentlichung: 24. November 2017 Verkäufe: + 10.000 |
| 2021 | Feel the Power Universal                      | BEF1 (14 Wo.)BEF | Erstveröffentlichung: 12. Februar 2021                     |
| 2022 | 15 –                                          | BEF7 (1 Wo.)BEF | Erstveröffentlichung: 25. März 2022                        |
| 2024 | Vadertaal –                                   | BEF1 (… Wo.)BEF | Erstveröffentlichung: 18. Oktober 2024                     |

### Singles
| Jahr | Titel Album                                        | Höchstplatzierung, Gesamtwochen, AuszeichnungChartsChartplatzierungen (Jahr, Titel, Album, Platzierungen, Wochen, Auszeichnungen, Anmerkungen) | Anmerkungen                                                           |
| Jahr | Titel Album                                        | BEF | Anmerkungen                                                           |
| ---- | -------------------------------------------------- | --- | --------------------------------------------------------------------- |
| 2007 | Scars Welcome Home                                 | BEF1 Gold · (22 Wo.)BEF | Erstveröffentlichung: 8. Juni 2007 Verkäufe: + 10.000                 |
| 2007 | Poison Welcome Home                                | BEF11 (13 Wo.)BEF | Erstveröffentlichung: 26. Oktober 2007                                |
| 2008 | Siren Welcome Home                                 | BEF16 (9 Wo.)BEF | Erstveröffentlichung: 1. Februar 2008                                 |
| 2008 | This Time Take It from Me                          | BEF43 (2 Wo.)BEF | Erstveröffentlichung: 24. Oktober 2008                                |
| 2009 | I Didn’t Know Take It from Me                      | BEF38 (3 Wo.)BEF | Erstveröffentlichung: 12. Januar 2009                                 |
| 2010 | Hang On –                                          | BEF10 (9 Wo.)BEF | Erstveröffentlichung: 7. Juni 2010 mit Regi                           |
| 2014 | Junebug Liefde voor publiek                        | BEF8 (9 Wo.)BEF | Erstveröffentlichung: 9. Juni 2014                                    |
| 2014 | A Simple Life Liefde voor publiek                  | BEF9 Gold · (22 Wo.)BEF | Erstveröffentlichung: 8. Dezember 2014 Verkäufe: + 10.000             |
| 2015 | Goeiemorgend, goeiendag (Live) Liefde voor publiek | BEF1 Platin · (22 Wo.)BEF | Erstveröffentlichung: 30. März 2015 Verkäufe: + 20.000                |
| 2015 | Hard Times (Live) Liefde voor publiek              | BEF12 (6 Wo.)BEF | Erstveröffentlichung: 6. April 2015                                   |
| 2015 | Alive (Live) Liefde voor publiek                   | BEF34 (2 Wo.)BEF | Erstveröffentlichung: 13. April 2015                                  |
| 2015 | I Am (Live) Liefde voor publiek                    | BEF26 (3 Wo.)BEF | Erstveröffentlichung: 20. April 2015                                  |
| 2015 | Een ster (Live) Liefde voor publiek                | BEF1 Platin · (39 Wo.)BEF | Erstveröffentlichung: 27. April 2015 Verkäufe: + 20.000               |
| 2015 | No Surrender (Live) Liefde voor publiek            | BEF10 (2 Wo.)BEF | Erstveröffentlichung: 4. Mai 2015                                     |
| 2015 | Summerbreeze 10                                    | BEF16 (11 Wo.)BEF | Erstveröffentlichung: 22. Juni 2015                                   |
| 2015 | Fix You Liefde voor publiek                        | BEF4 (7 Wo.)BEF | Erstveröffentlichung: 6. November 2015 feat. Lisa; Original: Coldplay |
| 2016 | Candy Stan Van Samang                              | BEF16 (15 Wo.)BEF | Erstveröffentlichung: 30. September 2016                              |
| 2016 | Little Moon Rises Stan Van Samang                  | BEF27 (6 Wo.)BEF | Erstveröffentlichung: 5. Dezember 2016 feat. Sarah Bettens            |
| 2017 | The Load Stan Van Samang                           | BEF49 (1 Wo.)BEF | Erstveröffentlichung: 3. April 2017                                   |
| 2017 | Hemel voor ons twee 10                             | BEF31 (10 Wo.)BEF | Erstveröffentlichung: 13. Oktober 2017                                |
| 2020 | River of Life –                                    | BEF27 (15 Wo.)BEF | Erstveröffentlichung: 13. März 2020                                   |
| 2020 | Don’t Close Your Eyes –                            | BEF28 (14 Wo.)BEF | Erstveröffentlichung: 1. Oktober 2020                                 |
| 2021 | Snow –                                             | BEF39 (5 Wo.)BEF | Erstveröffentlichung: 29. Januar 2021                                 |
| 2022 | Alles –                                            | BEF50 (1 Wo.)BEF | Erstveröffentlichung: 4. August 2022                                  |
| 2023 | Feest –                                            | BEF23 (2 Wo.)BEF | Erstveröffentlichung: 22. Juni 2023                                   |

Weitere Singles
- 2007: Welcome Home
- 2010: Is It over You (Owen feat. Stan Van Samang)
- 2011: King in My Head
- 2011: Free
- 2011: Stand My Ground
- 2011: Alles is liefde
- 2011: All in My Head
- 2011: Zijn we alleen (mit Laura Omloop)
- 2012: One for the Road
- 2012: De eerste sneeuw

## Auszeichnungen für Musikverkäufe
Anmerkung: Auszeichnungen in Ländern aus den Charttabellen bzw. Chartboxen sind in ebendiesen zu finden.
| Land/RegionAuszeichnungen für Musikverkäufe (Land/Region, Auszeichnungen, Verkäufe, Quellen) | Gold     | Platin     | Verkäufe | Quellen     |
| -------------------------------------------------------------------------------------------- | -------- | ---------- | -------- | ----------- |
| Belgien (BRMA)                                                                               | 4× Gold4 | 8× Platin8 | 200.000  | ultratop.be |
| Insgesamt                                                                                    | 4× Gold4 | 8× Platin8 |          |             |

## Belege
1. ↑  Darsteller von Vermist (Memento des Originals vom 24. Oktober 2014 im Internet Archive)  Info: Der Archivlink wurde automatisch eingesetzt und noch nicht geprüft. Bitte prüfe Original- und Archivlink gemäß Anleitung und entferne dann diesen Hinweis.
2. ↑  Bericht über Samangs Sieg beim Steracteur Sterartiest im Nieuwsblad
3. ↑  Gold- und Platin-Zertifikate bei ultratop.be.
4. ↑  Biografie von Stan Van Samang bei Allmusic
5. 1 2 3  Chartquellen: Belgien (Flandern)
6. ↑  Bericht über Zusammenarbeit mit Laura Omloop im Nieuwsblad
7. ↑  Meldung über Doppel-Platin für Liefde voor publiek auf showbizzsite.be